# Albert Duncanson
Albert Gordon Duncanson (Winnipeg, 2 oktober 1911 - Cowansville, 24 maart 2000) was een Canadese ijshockeyspeler.
Duncanson werd in 1932 onderdeel van de Winnipeg Hockey Club die Canada mocht vertegenwoordigen op de   Olympische Winterspelen 1932 in het Amerikaanse Lake Placid. Duncanson speelde alleen in de groepswedstrijd tegen Duitsland waarin hij een van de vijf doelpunten voor zijn rekening nam.